# Bourse de valeurs NASD
NASD Plc (National Association of Securities Dealers) est une infrastructure de marché financier au Nigéria, opérant spécifiquement comme bourse de valeurs pour le marché de gré à gré (OTC). Régulée par la Securities and Exchange Commission (SEC) du Nigéria, elle est un organisme d'autorégulation (OAR). 
NASD Plc fournit une plateforme électronique formelle, réglementée et transparente pour la négociation de titres de sociétés publiques non cotées au Nigéria. Il s'agit de sociétés dont les actions ne sont pas cotées sur des bourses traditionnelles comme la Bourse nigériane (NGX). 

## Histoire
En 1998, NASD Plc a été constituée en société privée à responsabilité limitée. L'entité qui allait devenir NASD Plc a été initialement constituée en juin 1998 en tant que société privée à responsabilité limitée. Cela a jeté les bases d'un marché de gré à gré formel au Nigéria. Le nom « NASD » lui-même est dérivé de la « National Association of Securities Dealers », s'inspirant du modèle américain à l'origine du NASDAQ.
Le 5 avril 2013, la société s'est officiellement convertie en société anonyme (Plc), signifiant sa volonté de s'engager davantage auprès du public et de jouer un rôle plus important sur le marché des capitaux.